# España en el Festival de la Canción de Eurovisión 2016
España participó en el Festival de Eurovisión 2016 que se celebró en Estocolmo (Suecia), tras la victoria de Mans Zelmerlow con la canción Heroes. 
Barei fue la candidata ganadora para representar a España con la canción Say Yay! a través de Objetivo Eurovisión, una preselección nacional organizada por Televisión Española (TVE). El 7 de marzo, se anunció que iría acompañada de un coro integrado por Rebeca Rods, Alana Sinkëy, Awinnie MyBaby, Brequette y Milena Brody, completando así el total de 6 miembros en el escenario establecido como límite por las reglas del Festival.

## Historia de España en el Festival
España participa interrumpidamente desde su debut en el Festival de la Canción de Eurovisión desde 1961. En esa primera participación, quedó en novena posición con la canción Estando contigo de Conchita Bautista. Desde 1999, España forma parte del llamado «Big Four», junto a Alemania, Francia y Reino Unido; ampliado con Italia en 2011, y denominado «Big Five». Dicho grupo de países pasa directamente a la final, sin tener que participar en las dos semifinales.
España ha ganado dos veces el Festival. La primera, en Londres 1968, con la canción La, la, la, interpretada por Massiel, y la segunda en el año siguiente, con Salomé interpretando Vivo cantando.
España ha participado en el concurso en 55 ocasiones, ganando en dos de ellas y quedando en otras 28 ocasiones entre los diez primeros. Asimismo, no ha obtenido punto alguno en tres ocasiones: en 1962 y 1965 —con un sistema diferente de votación—, y en 1983, siempre empatando con otros países. En el siglo xxi, el mejor resultado de España en Eurovisión ha sido un sexto puesto en 2001, con David Civera y el tema Dile que la quiero en Copenhague. En los años recientes, España ha quedado siempre en la mitad baja de la clasificación con las excepciones de 2012, cuando Pastora Soler devolvió al país de nuevo al top 10 con su tema Quédate Conmigo; y en 2014, cuando el tema Dancing in the Rain de Ruth Lorenzo consiguió una décima posición —empatando a puntos con Dinamarca en la novena—.

## Representante para Eurovisión

### Objetivo Eurovisión
Objetivo Eurovisión es la final nacional organizada por TVE y producida por Viento y Agua Films, que tuvo lugar el lunes 1 de febrero de 2016 en los estudios Adisar en Villaviciosa de Odón (Comunidad de Madrid), presentada por Anne Igartiburu, con la colaboración de Julia Varela desde la Green Room, y emitida en La 1 a las 22:15 horas. Seis artistas españoles compitieron con sus respectivas canciones por ser el ganador, siendo este decidido a través de una combinación del televoto y dos jurados, uno nacional y otro internacional.

#### Candidaturas
El 18 de diciembre de 2015, TVE invitó al público español a proponer sus candidatos ideales para la final nacional, usando el hashtag #euroapuesta en sus redes sociales. Los candidatos masculinos propuestos más populares fueron Xuso Jones, Raúl Gómez, y Maverick. Entre las artistas femeninas, destacaron María Isabel, Eva Ruiz, María Villalón y Lorena Gómez. Brequette, Coral Segovia y Sara Serena también fueron algunos de los más populares.
Las seis candidaturas finalmente propuestas fueron anunciadas el 29 de diciembre de 2015, a través de la página web oficial de TVE y las redes sociales. Entre los elegidos se encontraban María Isabel, ganadora del Festival de Eurovision Junior 2004 por España con la canción  "Antes muerta que sencilla"; Xuso Jones, Electric Nana, Maverick, Salvador Beltrán y Barei.
| Artista            | Canción               | Compositor(es)                                            |
| ------------------ | --------------------- | --------------------------------------------------------- |
| Barei              | "Say Yay!"            | Bárbara Reyzábal, Rubén Villanueva, Víctor Púa Vivó       |
| Electric Nana      | "Now"                 | Mónica Vázquez                                            |
| María Isabel López | "La vida sólo es una" | David Santisteban                                         |
| Maverick López     | "Un mundo más feliz"  | Juan Magán, Darlyn Cuevas "DCS", Luiggi Giussepe Olivares |
| Salvador Beltrán   | "Días de alegría"     | Salvador Beltrán, Miguel Ángel Arenas "Capi"              |
| Xuso Jones         | "Victorious"          | Andreas Öhrn, Peter Boström, Chris Wahle                  |

#### Final
La emisión de Objetivo Eurovisión tuvo lugar el lunes 1 de febrero de 2016 a las 22:15 horas CET. El ganador fue seleccionado a través de la combinación de los votos de un jurado internacional (formado por diversos profesionales de la televisión, radio y música designados por televisiones públicas de Italia, Francia, Reino Unido, Suecia), un jurado en plató (compuesto por Edurne, Loreen y Carlos Marín, componente de Il Divo) y el televoto del público. Aparte de las eurovisivas Loreen (ganadora de Eurovisión 2012) y Edurne (España 2015), encargada de dar el testigo al ganador de la gala, se contó también con la presencia del grupo D'Nash (España 2007) que volvió a reunirse esa noche; y algunos de los candidatos de otras preselecciones españolas como Mirela (2007, 2008, 2009 y 2017), Coral Segovia (2008, 2010), Jorge González (2009, 2014) y Brequette Cassie (2014, 2017).
| N.º | Artista            | Canción               | Lugar | Jurado Internacional (30%) | Jurado en Plató (30%) | Televoto (40%) | Total |
| --- | ------------------ | --------------------- | ----- | -------------------------- | --------------------- | -------------- | ----- |
| 2   | Barei              | "Say Yay!"            | 1     | 30                         | 36                    | 48             | 114   |
| 3   | Xuso Jones         | "Victorious"          | 2     | 24                         | 30                    | 40             | 94    |
| 4   | Salvador Beltrán   | "Días de alegría"     | 3     | 36                         | 16                    | 20             | 72    |
| 5   | María Isabel López | "La vida sólo es una" | 4     | 18                         | 18                    | 32             | 68    |
| 6   | Electric Nana      | "Now"                 | 5     | 15                         | 23                    | 28             | 66    |
| 1   | Maverick López     | "Un mundo más feliz"  | 6     | 21                         | 21                    | 24             | 66    |

#### Votación del jurado en plató
| N.º | Artista          | Canción               | Loreen | Edurne | C. Marín | Total |
| --- | ---------------- | --------------------- | ------ | ------ | -------- | ----- |
| 1   | Maverick López   | "Un mundo más feliz"  | 7      | 6      | 8        | 21    |
| 2   | Barei            | "Say Yay!"            | 12     | 12     | 12       | 36    |
| 3   | Xuso Jones       | "Victorious"          | 10     | 10     | 10       | 30    |
| 4   | Salvador Beltrán | "Días de alegría"     | 6      | 5      | 5        | 16    |
| 5   | María Isabel     | "La vida sólo es una" | 5      | 7      | 6        | 18    |
| 6   | Electric Nana    | "Now"                 | 8      | 8      | 7        | 23    |

## En Eurovisión
De acuerdo con las normas de Eurovisión, todos los países con la excepciones del país anfitrión y el "Big 5" (Francia, Alemania, Italia, España y Reino Unido) necesitarán superar el proceso de semifinales para competir en la gran final. Los diez países con mejor puntuación de cada una de las dos semifinales serán los afortunados para competir en la gran final junto con el país anfitrión y el "Big 5". Al final España quedó en el puesto 22 con 77 puntos, 67 del Jurado y 10 del televoto.